# Aeroporto di Atene-Eleftherios Venizelos
L'aeroporto internazionale di Atene-Eleftherios Venizelos (IATA: ATH, ICAO: LGAV) (in greco: Διεθνής Αερολιμένας Αθηνών "Ελευθέριος Βενιζέλος", Diethnís Aeroliménas Athinón "Elefthérios Venizélos"), definito come internazionale dalle autorità dell'aviazione civile greca HCAA, è un moderno aeroporto greco situato a circa 40 chilometri a est della capitale Atene, nel comune di Spata-Artemida, nella regione dell'Attica. Sostituisce dal 2001 il vecchio aeroporto Ellinikon. La struttura è intotilata a Eleutherios Venizelos, insigne uomo politico della Grecia moderna.
L'aeroporto è dotato di due piste in asfalto lunghe 4 000 e 3 800 metri, con orientamento RWY 3R/21L e 3L/21R, l'altitudine è 94 metri ed è aperto al traffico commerciale 24 ore al giorno. Potenziato in occasione delle Olimpiadi del 2004, è oggi raggiungibile per autostrada e ferrovia. Negli anni 2005, 2006 e 2008 si è aggiudicato il premio Skytrax come migliore aeroporto dell'Europa meridionale. Inoltre, dopo le verifiche del caso, la struttura è stata dichiarata idonea a ospitare l'Airbus A380; però solo Emirates vola su Atene col suddetto aeromobile come scalo per i voli transcontinentali su New York-Newark.

## Storia
A Giugno 2017 esce la notizia che la società aeroportuale tedesca AviAlliance, che possiede al 49% l’aeroporto di Amburgo e il 30% di quello di Dusseldorf in Germania, ha vinto il rinnovo della concessione per 20 anni fino al 2046 dell’aeroporto di Atene per una somma pari a 600 milioni di euro.
A Giugno 2023 il gruppo tedesco AviAlliance sale al 50% dell'aeroporto, assumendo il controllo sulla porta d'accesso del turismo (il 15% del Pil).
A Gennaio 2024 esce la notizia che lo Stato greco si prepara a vendere una quota del 30% dell'Aeroporto internazionale di Atene (Aia) attraverso un'Offerta pubblica iniziale (Ipo); la quotazione presso la Borsa di Atene è prevista a febbraio e la vendita, secondo le stime, potrebbe fruttare circa 800 milioni di euro. Attualmente lo Stato greco possiede il 55% del capitale dell'aeroporto, mentre la compagnia tedesca AviAlliance detiene circa il 40%, e la famiglia greca Copelouzos il 5%. Stando agli accordi, AviAlliance avrà il diritto di acquistare un ulteriore 10% e Copelouzos un ulteriore 1%.
Lo Stato greco raccoglie 784,7 milioni di euro con la vendita della sua partecipazione, col prezzo finale dell'Ipo, secondo quanto riporta Bloomberg, fissato a 8,2 euro per azione.
A Giugno 2025 esce la notizia che, di fronte alla continua crescita del traffico aereo verso la Grecia, e in particolare verso la capitale, è stato elaborato un nuovo piano di sviluppo basato sulle infrastrutture esistenti. Guidato dal consorzio Anemos, si prevede che sarà completato nel 2032. L’obiettivo: aumentare la capacità dell’aeroporto da 26 a 40 milioni di passeggeri.

## Andamento del traffico passeggeri
Questo grafico non è disponibile a causa di un problema tecnico.
Si prega di non rimuoverlo.
Vedi la query Wikidata di origine.

## Collegamenti

### Metropolitana

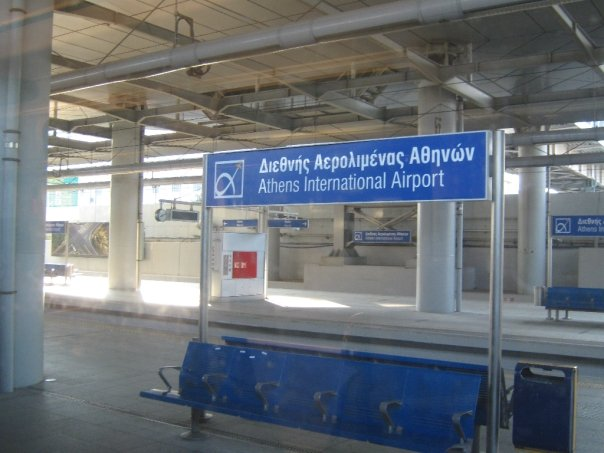
Stazione

La linea 3 della metropolitana permette di raggiungere il centro di Atene e quindi, cambiando alla fermata di Syntagma, e quindi trasbordando sulla linea 1, il porto del Pireo. Il costo è di 10,00 euro (giugno 2018), il tempo necessario dall'aeroporto al porto è di circa 80 minuti, ma il servizio è sospeso nelle ore notturne e di giorno parte un treno ogni mezz'ora.
La partenza della metropolitane è in prossimità dell'uscita n. 4 dell'aeroporto.
La fermata fu aperta nel 2004 quando la linea 3 fu prolungata dalla fermata di Doukissis Plakentias.

### Ferrovia
L'aeroporto è anche il capolinea dei treni suburbani chiamati Proastiakós, che lo collegano alla capitale e al Peloponneso (Corinto - Kiato).

### Autobus
L'aeroporto è collegato 24 ore su 24 col centro di Atene grazie all'autobus X95, che in 50 minuti di viaggio (traffico permettendo, altrimenti si arriva a un'ora e mezza) collega lo scalo col centro storico (il capolinea è in piazza Syntagma, di fronte al Parlamento).
L'autobus X96, invece, collega 24 ore su 24 l'aeroporto direttamente col porto del Pireo in circa un'ora (un'ora e mezza se c'è traffico).
Vi è inoltre una linea X97, con una corsa all'ora, che collega l'aeroporto a Ellinikò, capolinea sud della linea 2 (rossa) della metropolitana.
Il costo del viaggio (agosto 2018) è, per tutte e tre le linee, di 6,00 euro (3 euro per gli studenti e i pensionati sopra i 65 anni).
Inoltre, vi è l'autobus X93 che collega 24 ore su 24 l'aeroporto con le stazioni bus di Liosion, dalla quale partono gli autobus KTEL per Eubea, la Tessaglia e la Pieria; e di Kifisos, che serve il Peloponneso, la Tracia, la Macedonia, l'Epiro e le Isole Ionie. La partenza degli autobus è in prossimità dell'uscita n. 4 dell'aeroporto.